# East Dorset
East Dorset é um distrito de administração local situado em Dorset, Inglaterra. O seu conselho tem sede em Furzehill, perto de Wimborne Minster.

## História
O distrito foi criado em 1 de Abril de 1974, sob a Lei do Governo Local de 1972, pela fusão do Distrito Urbano de Wimborne Minster com parte do Distrito Rural de Ringwood and Fordingbridge e Distrito Rural de Wimborne and Cranborne. Originalmente, o distrito era conhecido como Wimborne, tendo alterado a sua actual designação em 1988.
A popularidade da região, estando perto de New Forest, Bournemouth e da costa de Dorset, levou a um aumento das habitações construídas na década de 1970, com os centros populacionais de Verwood, Ferndown, West Moors e Corfe Mullen a quadruplicar em número de habitantes. Apesar deste aumento, ainda permanecem zonas de natureza rural em especial a norte a a oeste do distrito. Wimborne Minster manteve a sua identidade de cidade comercial histórica.
Em East Dorset, existem várias charnecas geridas pelos East Dorset Countryside Management Services em parceria com a Forestry Commission. A expansão das habitações levou a uma forte redução daquele tipo de terreno que já cobriu 500 km² mas actualmente apenas representa 15% daquela área.
As estatísticas emitidas pelo Office for National Statistics,  mostram que a esperança de vida ao nascer para bebés do sexo masculino era de 80,1 anos entre entre 2001-2003, a mais alta do Reino Unido; em relação aos bebés do sexo feminino, aquele indicador apontava para 83,4 anos, alcançando o sétimo lugar. O mesmo indicador para o período 1991-1993, era de 77,9 e 82,5 respectivamente.